# Melinopterus edithae
Melinopterus edithae är en skalbaggsart som beskrevs av Edmund Reitter 1906. Melinopterus edithae ingår i släktet Melinopterus och familjen Aphodiidae. Inga underarter finns listade i Catalogue of Life.